# Auguste Ferret
Pour les articles homonymes, voir Ferret.
Auguste Ferret, né le 2 septembre 1851 au Bouscat (Gironde) et mort le 22 novembre 1896 dans la même ville, est un homme politique français.

## Biographie
Maire du Bouscat, conseiller général, il est candidat à une élection législative partielle en 1896. Il meurt le jour du deuxième tour de scrutin, qu'il remporte de manière posthume. La Chambre, constatant la validité du scrutin, le proclame élu, puis immédiatement, constate la vacance du siège.

## Sources
- « Auguste Ferret », dans le Dictionnaire des parlementaires français (1889-1940), sous la direction de Jean Jolly, PUF, 1960 [détail de l’édition]